# Kegginita
La kegginita és un mineral de la classe dels arsenats.

## Característiques
La kegginita és un arsenat de fórmula química Pb₃Ca₃[AsV₁₂O40(VO)]·20H₂O. Va ser aprovada com a espècie vàlida per l'Associació Mineralògica Internacional l'any 2016. Cristal·litza en el sistema trigonal. Presenta un nou tipus d'estructura, i una combinació única d'elements. També és únic en ser el primer mineral amb anions de polioxometalat que conté vanadi. És el primer arsenovanadat amb plom que es troba de manera natural, i el primer mineral que combina plom i el grup VO.

## Formació i jaciments
Va ser descoberta a la mina Packrat, a Gateway, al comtat de Mesa (Colorado, Estats Units). Es tracta de l'únic indret on ha estat trobada aquesta espècie mineral.